# Frieda 23

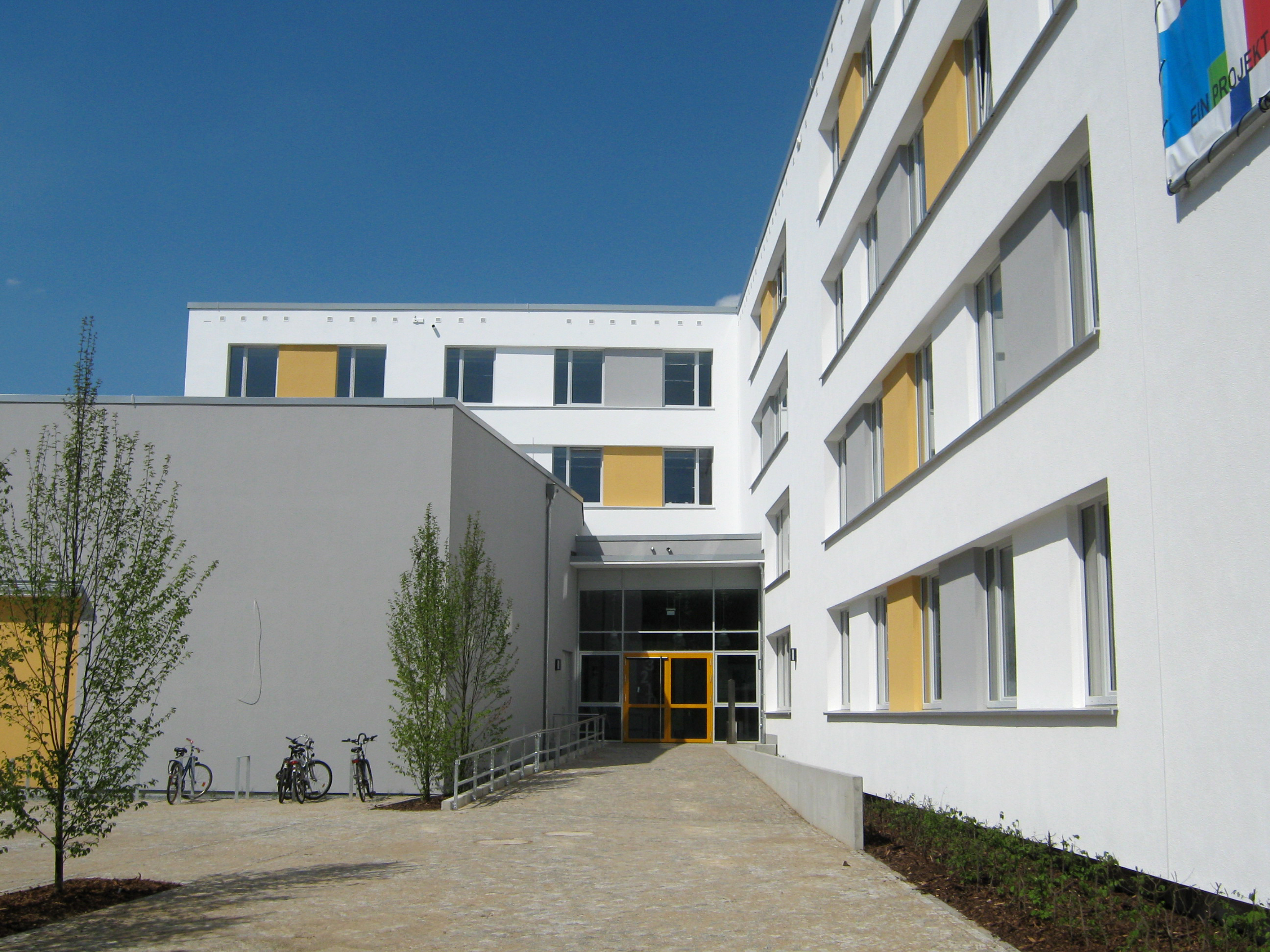
Frieda 23 (Mai 2014)

Die Frieda 23 (Eigenschreibweise: FRIEDA 23) ist ein Kunst- und Medienzentrum in der Friedrichstraße 23 im Rostocker Stadtteil Kröpeliner-Tor-Vorstadt unter Trägerschaft der gemeinnützigen KARO AG, welches nach einer mehrjährigen Renovierungsphase im April 2014 neu eröffnet wurde.

## Institutionen im Haus
- Fantasia AG
- Heinrich-Böll-Stiftung Mecklenburg-Vorpommern
- Institut für neue Medien
- Jugendmedienverband Mecklenburg-Vorpommern
- KARO AG (gemeinnützig)
- Kunst.Schule.Rostock.
- li.wu. – Lichtspieltheater Wundervoll
- LOHRO
- Medien Colleg Rostock
- Opennet Initiative
- PopKW – Landesverband für populäre Musik und Kreativwirtschaft Mecklenburg-Vorpommern
- Sense.Lab

Das Kino li.wu. und das Institut für neue Medien sind aktive Mitglieder und die Rostocker Vertretung des Dachverbandes der kulturellen Kinos und Filmklubs, Filmkommunikation Landesverband Mecklenburg-Vorpommern.

## Schriften und Filme
- KARO gAG (Hrsg.): FRIEDA 23 - Freiraum für Kunst und Medien. Projektvorstellung und Aktienprospekt (PDF, 1,98 MB), Februar 2012
- Frieda 23, Institut für neue Medien, 1:31 min, D 2010
- Frieda 23, formform, 1:29 min, D 2012
- FRIEDA 23 – Kulturknotenpunkt Rostock?, rok-tv, 11 min, D 2013